# Slender Man

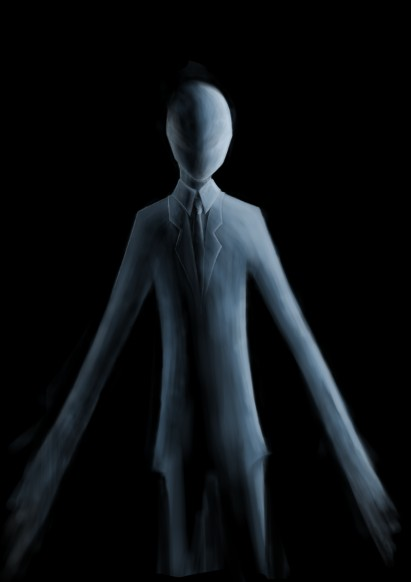
Representação artística do personagem

Slender Man ou Slenderman (em português:  Homem Esguio - tradução livre) é um personagem fictício sobrenatural que se originou como uma creepypasta criada pelo usuário Eric Knudsen (também conhecido como "Victor Surge") no fórum de discussão Something Awful em 2009. Ele é descrito como semelhante a um homem magro, anormalmente alto, com uma cabeça branca e inexpressiva e que veste um terno preto. Histórias do personagem comumente apresentam-lhe como um perseguidor ou sequestrador de pessoas, principalmente de crianças. O Slenderman não se limita a uma única narrativa, mas aparece em muitas obras díspares de ficção, em sua maioria compostas online.

## Descrição
O Slender Man é descrito como muito alto e magro, com braços anormalmente longos, que podem se estender para intimidar ou capturar presas. Não tem rosto, sua cabeça é branca e usa um terno preto. Está normalmente associado à floresta. Consegue apagar a memória de suas presas, além de causar alucinações e desespero em suas vitimas, fazendo com que elas sejam capturadas fácil e rapidamente.

## Impacto cultural
O Slender Man é considerado "o primeiro grande mito da web". O Slender Man é alvo de diversas recriações e trabalhos na cultura pop, uma das famosas vertentes de sua fama são seus diversos jogos, um citável é o jogo Slender: The Eight Pages, um jogo eletrônico de 2012, que, em 2013, alcançou 2,1 milhões de downloads em sua página oficial do site Atomic Gamer.